# Spiril

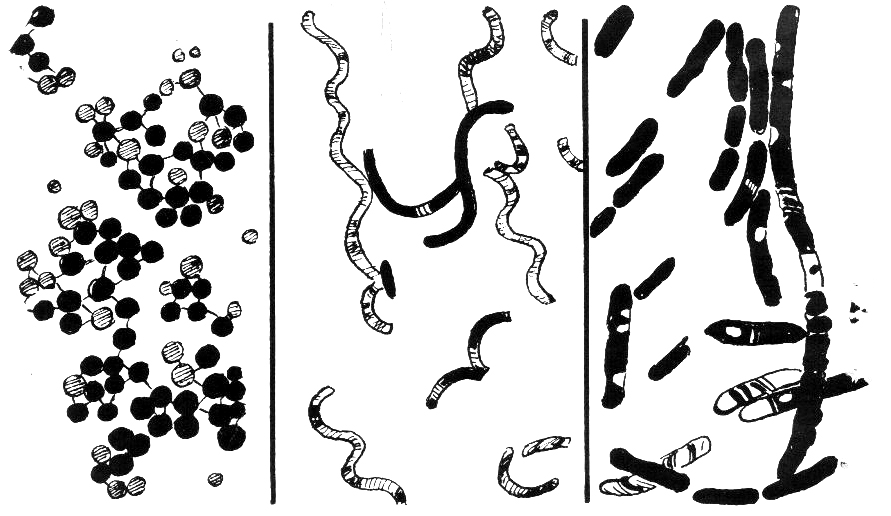
Comparaţie între bacterii: coci, spirili, bacili

În microbiologie, spiril este o denumire generală pentru bacteriile Gram negative, în formă spiralată, lungi și groase, mobile (ciliate); conțin incluzii de volutină sau de sulf și sunt saprofite (ca Spirillum), autotrofe stricte (ca Thiospira, Thiospirillum) sau autotrofe facultative (Rhodospirillum) și trăiesc în apă și în mâl.
Acest articol conține text din Dicționarul enciclopedic român (1962-1966), aflat acum în domeniul public.